# Тагмауи, Саид
Саид Тагмауи (фр. Saïd Taghmaoui, род. 19 июля 1973) — французский актёр.

## Биография
Саид Тагмауи родился 19 июля 1973 года в Сена-Сен-Дени, Франция. Родители Саида были берберами, выходцами из марокканского города Эс-Сувейра. Он рос в большой семье — всего девять братьев и сестер. Окончив несколько классов, бросил школу, чтобы стать боксёром.
Позднее он познакомился с Матьё Кассовицем, и вместе они написали сценарий для фильма «Ненависть». Тагмауи также сыграл одну из главных ролей в этом фильме и был номинирован на премию «Сезар» в 1996 году (Самый многообещающий актёр) для его исполнения. Он снимался во многих фильмах с тех пор. Умеет говорить на пяти языках и проводит международную карьеру, снимаясь в фильмах в Италии, Германии, Марокко и в США. Саид делит своё время между Лос-Анджелесом, Францией и Марокко.
В 2008 году Тагмауи снялся в фильме «Точка обстрела», сыграв лидера террористической группы, цель которой — похитить президента США. А в 2009 он появился в 4 эпизодах американского сериала «Остаться в живых», играя Сесара.

## Избранная фильмография
| Год       |    | Русское название         | Оригинальное название             | Роль                |
| --------- | -- | ------------------------ | --------------------------------- | ------------------- |
| 1995      | ф  | Ненависть                | La Haine                          | Саид                |
| 1998      | ф  | Экспресс в Марракеш      | Hideous Kinky                     | Билал               |
| 1999      | ф  | Три короля               | Three Kings                       | Капитан Саид        |
| 2003      | ф  | Ограбление по-французски | Crime Spree                       | Сами                |
| 2004      | ф  | Идальго                  | Hidalgo                           | Принц Бен Аль Реех  |
| 2004      | ф  | Взломщики сердец         | I Heart Huckabees                 | Переводчик          |
| 2006      | ф  | Иерусалим                | O Jerusalem                       | Саид Чегайн         |
| 2007      | с  | Опасные секреты          | Suspectes                         | Станислас Лэмерэт   |
| 2007      | ф  | Бегущий за ветром        | The Kite Runner                   | Фарид               |
| 2008      | ф  | Точка обстрела           | Vantage Point                     | Суарес              |
| 2008      | ф  | Предатель                | Traitor                           | Омар                |
| 2008      | тф | Могадишо                 | Mogadischu                        | Капитан Махмут      |
| 2008      | ф  | Дом Саддама              | House of Saddam                   | Барзан Ибрагим      |
| 2009      | ф  | Бросок кобры             | G.I. Joe: The Rise of Cobra       | Брейкер (Абель Шаз) |
| 2009      | с  | Остаться в живых         | Lost                              | Сесар               |
| 2010      | ф  | Джинны                   | Djinns                            | Аруи                |
| 2011      | ф  | Конан-варвар             | Conan the Barbarian               | Эла-Шан             |
| 2012      | ф  | Мой брат дьявол          | My Brother the Devil              | Саид                |
| 2012—2013 | с  | Связь                    | Touch                             | Гильермо Ортис      |
| 2013      | ф  | Афера по-американски     | American Hustle                   | шейх Ирвина         |
| 2016      | ф  | Афера под прикрытием     | The Infiltrator                   | Амджад Аван         |
| 2017      | ф  | Чудо-женщина             | Wonder Woman                      | Самир               |
| 2019      | ф  | Джон Уик 3               | John Wick: Chapter 3 - Parabellum | Старейшина          |
| 2021      | ф  | Прощённый                | The Forgiven                      | Ануар               |
| 2023      | ф  | Семейный план            | The Family Plan                   |                     |
| 2024      | ф  | Наёмный убийца           | The Killer                        |                     |